# Jette Ø. Jeppesen
Jette Ørnbøl Jeppesen (født Bjergby 14. marts 1964 i Hjørring) er en dansk spydkaster, der i 1990'erne var den suverænt bedste danske kvinde i disciplinen. Hun vandt DM i spydkast hvert år i perioden 1988-1999 og satte flere danske rekorder i kastediscipliner. Hun har således rekorden på 64,90 m for spydkast fra før 1999, hvor designet af spyddene blev ændret, og rekorden er således ikke sammenlignelig med den nuværende danske rekord sat af Christina Scherwin med 64,81 m. Jette Ø. Jeppesen satte endvidere danske rekorder i kastetrekamp og -firkamp.
Jeppesen stillede oprindeligt op for AK Delta Slagelse, inden hun fra 1988 stillede op for Randers Freja. Nogle år senere, i 1993 skiftede hun til Aarhus 1900, som hun har repræsenteret. 

## Internationale mesterskaber
- VM i 1993 med en 15.-plads
- EM i 1994 med en 12.-plads
- VM i 1995 med den bedste internationale placering i form af en 10.-plads
- Sommer-OL 1996 i Atlanta, hvor det blev til en 23. plads.
- Veteran-EM 2004. Efter afslutningen af elitekarrieren er hun fortsat med sin sport på lidt lavere blus, men hun sikrede sig 51.21m en 1.-plads ved veteran-EM-titel i spydkast i 2004 for 40-44-årige.[1]
- Veteran-EM 2017. 2. -plads i spydkast med 39.18 for K50+

## Resultater ved danske mesterskaber
Jeppesens resultater i spydkast ved DM som senior er følgende:
| År   | Længde | Placering |
| 1999 | 54,04* | 1         |
| 1998 | 56,38  | 1         |
| 1997 | 59,70  | 1         |
| 1996 | 58,04  | 1         |
| 1995 | 56,12  | 1         |
| 1994 | 54,16  | 1         |
| 1993 | 62,20  | 1         |
| 1992 | 54,22  | 1         |
| 1991 | 54,36  | 1         |
| 1990 | 50,96  | 1         |
| 1989 | 52,40  | 1         |
| 1988 | 53,20  | 1         |
| 1987 | 48,84  | 2         |

- Mesterskabet i 1999 blev afviklet med nyt spyddesign.

Desuden blev Jette Ø. Jeppesen i 1995 dansk mester i kastetrekamp med 2585 point og i kastefirkamp med 3174 point, i 1994 dansk mester i femkamp indendørs med 2932 point, og hun vandt bronze ved DM i 1994 i kuglestød med 12,79 m samt i 1992 i hammerkast med 34,72 m.

## Landskampe
Hun har deltaget på det danske atletiklandshold ved Europa-cuppen i 1./2. division i perioden 1993-1999 og tre gange vundet spydkastkonkurrencen. Det var i sådan en konkurrence, hun i 1994 satte sin danske rekord på 64,90 m.